# 北海道道20号旭川停車場線
北海道道20号旭川停車場線（ほっかいどうどう20ごう あさひかわていしゃじょうせん）は、北海道旭川市内を通る道道（主要地方道）である。

## 概要

### 路線データ
- 起点：北海道旭川市宮下通9丁目（JR北海道 函館本線・宗谷本線・富良野線 旭川駅）
- 終点：北海道旭川市4条通9丁目（国道39号交点）
- 総延長：0.534 km[1]
- 実延長：0.520 km[1]
- 重用延長：0.014 km[1]

## 歴史
- 1954年（昭和29年）3月30日 - 41号として路線認定[2]。
- 1993年（平成5年）5月11日 - 建設省から、道道旭川停車場線が旭川停車場線として主要地方道に指定される[3]。
- 1994年（平成6年）10月1日 - 路線番号を20号に変更[4]。

## 路線状況
都市計画道路の「緑橋通」と重複している。

### 重複区間
- 北海道道295号瑞穂旭川停車場線（全線）
- 北海道道1160号旭川旭岳温泉線：旭川市1条通9丁目 - 旭川市4条通9丁目

## 地理

### 通過する自治体
- 上川総合振興局
  - 旭川市

### 交差する道路
旭川市
- 北海道道98号旭川多度志線 - 1条通9丁目
- 国道39号 - 4条通9丁目（終点）

### 沿線にある施設など
旭川市
- JR北海道 函館本線・宗谷本線・富良野線 旭川駅
- 旭川中央警察署駅前交番
- 稚内信用金庫旭川支店
- 旭川信用金庫本店

## その他
- 12月1日 - 2月15日の午後5時 - 午後10時までの間、街あかりイルミネーションとして中央分離帯にあるナナカマド並木のランプが点灯される[5]。